# Castro Urdiales (Jalisco)
Castro Urdiales es una localidad del estado mexicano de Jalisco. Es parte del municipio de Tala.

## Demografía
| Gráfica de evolución demográfica |
|                                  |

| Censo | Población |
| ----- | --------- |
| 1910  | 740       |
| 1921  | 554       |
| 1930  | 431       |
| 1940  | 542       |
| 1950  | 670       |
| 1960  | 1 029     |
| 1970  | 1 062     |
| 1980  | 1 353     |
| 1990  | 1 815     |
| 2000  | 1 916     |
| 2010  | 2 193     |
| 2020  | 2 264     |